# Модель стохастичного самопідтримуваного зореутворення
Модель стохастичного самопідтримуваного зореутворення (англ. stochastic self-propagating star formation, SSPSF) — модель зореутворення в галактиці, яка припускає, що зореутворення поширюється через дію ударних хвиль, створюваних зоряними вітрами та надновими, які поширюються через міжзоряне середовище.
На відміну від утворення зір у теоріях хвиль густини, які обмежуються дисковими галактиками та створюють глобальні спіральні візерунки, стохастичне самопідтримуване зореутворення однаково добре застосовне до спіральних галактик, неправильних галактик і будь-яких локальних концентрацій газу в еліптичних галактиках.
Ефект можна пояснити за аналогією з моделлю SIR поширення інфекційних захворювань в епідеміології. Така модель (можливо, найбільш відома у формі гри «Життя») застосовується до зореутворення, що поширюється через галактику: кожне нове покоління зір включає кілька масивних зір, чиї зоряні вітри, а невдовзі й наднові, створюють ударні хвилі у газі (англ. Susceptible material, сприйнятливий матеріал). Це призводить до стискання сусідніх газових хмар, які створюють наступне покоління зір (Infection propagation, розповсюдження інфекції); але в безпосередній близькості використовується весь доступний газ, тому протягом деякого часу там не народжуються нові зорі, незважаючи на нові ударні хвилі (Recovery from infection, відновлення від інфекції).

Моделювання стохастичного самопідтримуваного зореутворення в диску обертової галактики

У несплющеній галактиці таке «зараження» зореутворенням сформує сферу, що розповсюджується назовні. У сплющеному необертовому диску зараження створить зростаюче кільце. Але в диференціально обертовому сплющеному диску, кільце розтягується в еліпс, внутрішні частини якого обертаються швидше за центр кільця, а зовнішні частини відстають. Для дискових галактик практично все зореутворення відбувається в диску. У цьому випадку деформовані кільця зореутворення також обмежені диском, і разом вони еволюціонують і утворюють сегменти спіральних рукавів.
Модель стохастичного самопідтримуваного зореутворення була вперше запропонована Мюллером і Арнеттом у 1976 році, згодом узагальнена Геролою та Зайденом у 1978 році та Геролою, Сейденом і Шульманом у 1980 році. У 1999 році у докторській дисертації Ауера модель стохастичного самопідтримуваного зореутворення була об'єднана з популярнішою на той час моделлю утворення спіральних рукавів за допомогою хвиль густини. Ауер дійшов висновку, що хвилі густини насправді менш ефективні для зореутворення та більш ефективні для впорядкування стохастичного самопідтримуваного зореутворення у великомасштабні спіральні візерунки.
На малюнку зображене моделювання простої моделі для стохастичного самопідтримуваного зореутворення на круглій сітці. Воно генерується шляхом випадкової ініціації зореутворення у певних квадратах сітки, яке з часом поширюється на сусідні блоки в сітці. Після вичерпання газу в об'ємі зореутворення припиняється, об'ємний елемент має певний час для відновлення, що запобігає йому почати нове зореутворення відразу після того, як він був активним. Додавання диференціального обертання диска під час зореутворення створює спіральні візерунки, схожі на форми справжніх спіральних галактик. Темні плями — це зони активного зореутворення, світліші плями — це області нещодавнього зореутворення, які знаходяться в стадії відновлення.
Процеси стохастичного самопідтримуваного зореутворення були продемонстровані в ранньому прототипі («Gaslight») відеогри Spore 2008 року.